# ازگل
ازگُل یکی از محله‌های شمال تهران واقع در منطقه ۱ شهرداری تهران ناحیه ۹ است. این محله در پنج کیلومتری شرق تجریش واقع است و از شمال به شهرک شهید محلاتی، از شمال غرب به اقدسیه و آجودانیه، از جنوب به لویزان، از شرق به بلوار نیروی زمینی و از غرب به اقدسیه و محله اراج منتهی می‌شود.

## امکانات
وجود بزرگراه‌های ارتش، امام علی و شهید بابایی دسترسی مناسبی را برای مردم محله ازگل به سایر مناطق تهران ایجاد نموده‌است.
مدارس و مراکز آموزشی منطقه ازگل: مدرسه ابتدایی دکتر احمد ناصری و زرین تاج (ساخته شده توسط همسر ناصرالدین شاه)، ابتدایی دخترانه تقوی نیا، مجتمع آموزشی راه امیرکبیر (پیش دبستان، ابتدایی، متوسطه یک (راهنمایی))، متوسط دوره دوم دخترانه تقوی نیا.
مراکز ورزشی محله ازگل: سالن ورزشی پوریای ولی، استخر و باشگاه جیم سنتر، مجموعه ورزشی سام فیت
مراکز خرید محله ازگل: میوه و تره بار ازگل، شهروند ازگل و مجتمع‌های موجود در محله ازگل و تجاری الماس
مراکز مذهبی محله ازگل: مسجد جامع ازگل، حوزه علمیه امام خمینی، مسجد امام رضا
بوستان و مراکز تفریحی محله ازگل: پارک ازگل، بوستان غرب ازگل، پارک بزرگ کامران، مجموعه ژاپنی اسپا هانا
مجتمع‌های تجاری محله ازگل: مجتمع تجاری الماس، مجتمع هنری الماس

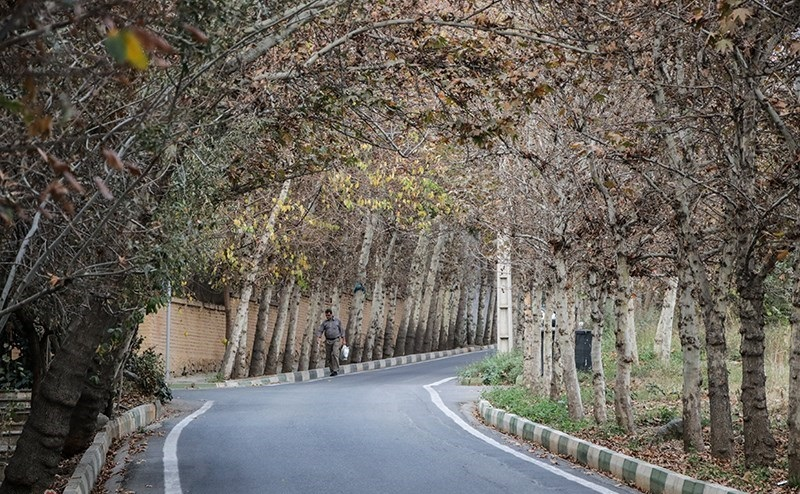
کوچه باغ‌های ازگل

## خطوط حمل و نقل عمومی

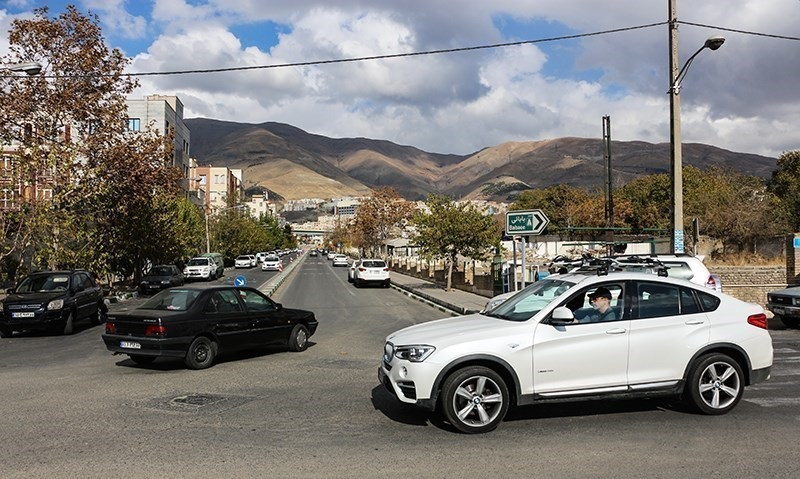
خیابان اصلی ازگل

در حال حاضر از داخل بافت این محله خط اتوبوسرانی ۲۲۰ میدان ازگل به پایانه تجریش تردد دارد. سایر خطوط اتوبوس عبوری اطراف این محله بشرح ذیل می‌باشند:
■ خط ۳۰۱ پایانه شهید حقانی به انتهای بلوار ارتش
■ خط ۱۰۹ اتوبوسهای تندرو از مبدأی پایانه لاله به متروی جوانمرد قصاب
■ خط ۱۰۶ پایانه لاله به پایانه شهید افشار (پارک وی)
■ خط ۲۱۷ شهرک صدف به متروی قیطریه (بلوار صبا)
■ خط ۳۸۷ میدان رسالت به میدان قدس (فقط در مسیر رفت)
■ خط ۲۱۶ شهرک شهید محلاتی به پایانه علم و صنعت
■ خط ۳۰۰ شهرک قائم به پایانه تجریش
■ خط ۲۱۵ سوهانک به سه راه ضرابخانه (تقاطع خیابان شریعتی و پاسداران)
■ ایستگاه متروی شهید محلاتی مربوط به خط ۳ مترو (شهرک قائم - آزادگان) در ضلع شمال شرقی این محله است.